# Manikganj (Distrikt)

Lage von Manikganj in Bangladesch

Manikganj (bengalisch মানিকগঞ্জ) ist ein Verwaltungsdistrikt im zentralen Bangladesch, der innerhalb der Division Dhaka, der übergeordneten Verwaltungseinheit, liegt. Die im Hauptstadt des Distrikts bildet die gleichnamige Stadt Manikganj. Die Gesamtfläche des Distrikts beträgt 1384 km². Der Distrikt setzt sich aus den 7 Upazilas Daulatpur, Ghior, Harirampur, Manikganj Sadar, Saturia, Shibalaya und Singair zusammen. 
Der Distrikt Manikganj grenzt an Tangail im Norden, Dhaka im Südosten, Faridpur im Süden und die Distrikte Pabna und Rajbari im Westen. Die Südgrenze bildet der Fluss Padma. Der Distrikt hat 1,4 Millionen Einwohner (Volkszählung 2011). Die Alphabetisierungsrate liegt bei 49,2 % der Bevölkerung. 95,6 % der Bevölkerung sind Muslime, 4 % sind Hindus und 0,4 % gehören anderen Religionen an oder haben keine Religion.
Der Distrikt hat ähnliche klimatischen Bedingungen wie Dhaka und liegt in der tropischen Monsunzone. Der Sommer beginnt Ende März und verschmilzt mit der Regenzeit, die bis September andauert. Die Winterzeit ist von Anfang November bis Februar. Die höchsten und niedrigsten Durchschnittstemperaturen des Jahres 2011 waren 36 Grad und 12,7 Grad.
Die Wirtschaft des Distrikts ist vorwiegend von der Landwirtschaft geprägt. Laut der Volkszählung von 2011 arbeiten 60,1 % der Arbeitskräfte in der Landwirtschaft, 29,6 % in der Industrie (meist in informellen Verhältnissen) und 10,3 % im Dienstleistungssektor.
Am 26. April 1989 war Manikganj Schauplatz des damals schlimmsten Tornados in Bezug auf den Verlust von Menschenleben. Insgesamt wurden 1300 Menschen getötet und 12.000 verletzt. Die Städte Saturia und Manikganj Sadar wurden zerstört und etwa 80.000 Menschen obdachlos gemacht.